# Wilhelm-Merton-Stiftung
Die Wilhelm-Merton-Stiftung wurde 1982 von der damaligen Metallgesellschaft AG aus Anlass ihres hundertjährigen Bestehens errichtet und wurde als rechtlich unselbstständige Stiftung mit einem Kapital von 204.512 Euro ausgestattet. 

## Stifter
Benannt wurde sie nach dem Frankfurter Unternehmer und Mäzen Wilhelm Merton, der 1891 mit anderen die Metallgesellschaft gründete. Das Mertonviertel, ein Neubaugebiet der Stadt Frankfurt am Main, neben dem Naturwissenschaftlichen Campus der Johann Wolfgang Goethe-Universität Frankfurt am Main gelegen, soll an ihn erinnern.

## Geschichte
Mertons damalige Stiftungen über mehrere Millionen Reichsmark für die junge Universität und die ihr vorangehenden Institute, besonders die Akademie für Sozial- und Handelswissenschaften, waren wesentlicher Beitrag zur vormals erfolgten Gründung der bürgerlichen Stiftungsuniversität Frankfurt am Main. Die Wilhelm-Merton-Stiftung von 1918 unterstützt wirtschaftswissenschaftliche Vorhaben in Forschung und Lehre der Goethe-Universität. Das Restvermögen der Stiftung wurde 1938 auf die „Stiftung für Angestellte und Arbeiter der Metallgesellschaft AG“ übertragen, bis sie 1982 von der damaligen Metallgesellschaft AG aus Anlass ihres hundertjährigen Bestehens neu errichtet wurde. Sie finanzierte hauptsächlich ab 1991 eine Professur für Betriebswirtschaftslehre Ökonomie und Welthandel, deren Trägerschaft 1996 vereinbarungsgemäß vom Land Hessen übernommen wurde.
Hinzugekommen ist die Stiftung eines Dissertationspreises, der mit 5.112,92 Euro dotiert ist und alle zwei Jahre vergeben wird. Ausgezeichnet werden hervorragende Arbeiten, die sich mit Fragen der europäischen und internationalen Wirtschaft befassen und dem Fachbereich Wirtschaftswissenschaften der Goethe-Universität vorgelegt werden.